# Internationaler Tag des Gedenkens an den Genozid an Sinti und Roma

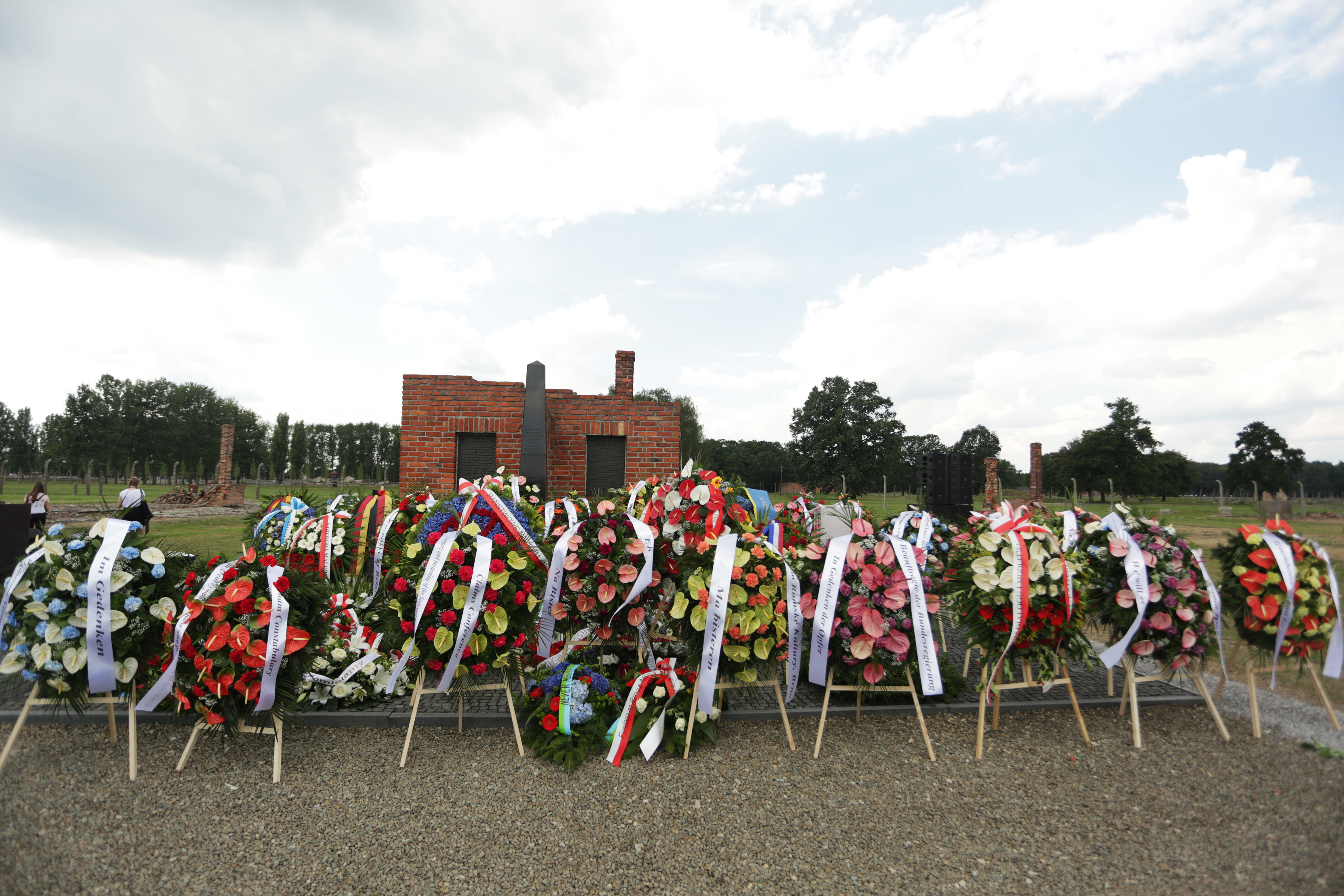
Kranzniederlegung für die ermordeten Sinti und Roma im Konzentrations- und Vernichtungslager Auschwitz-Birkenau am 2. August 2019

Der Europäische Holocaust-Gedenktag für Sinti und Roma, auch bekannt als Europäischer Holocaust-Gedenktag für die Sinti und Roma, erinnert jährlich am 2. August an die Opfer des Porajmos, des Völkermordes an den europäischen Sinti und Roma in der Zeit des Nationalsozialismus. Die Gesamtanzahl der Opfer des Genozids wird auf 220.000 bis 500.000 geschätzt.
Der Gedenktag erinnert an die systematische Ermordung von 4.200 bis 4.300 inhaftierten Sinti und Roma – darunter vor allem Frauen, Kinder und ältere Menschen – in der Nacht vom 2. auf den 3. August 1944 im von der SS als „Zigeunerlager“ bezeichneten Abschnitt des Konzentrationslagers Auschwitz II. In Abhängigkeit vom jeweiligen Land wird dieser Gedenktag teils an unterschiedlichen Daten begangen.

## Initiativen

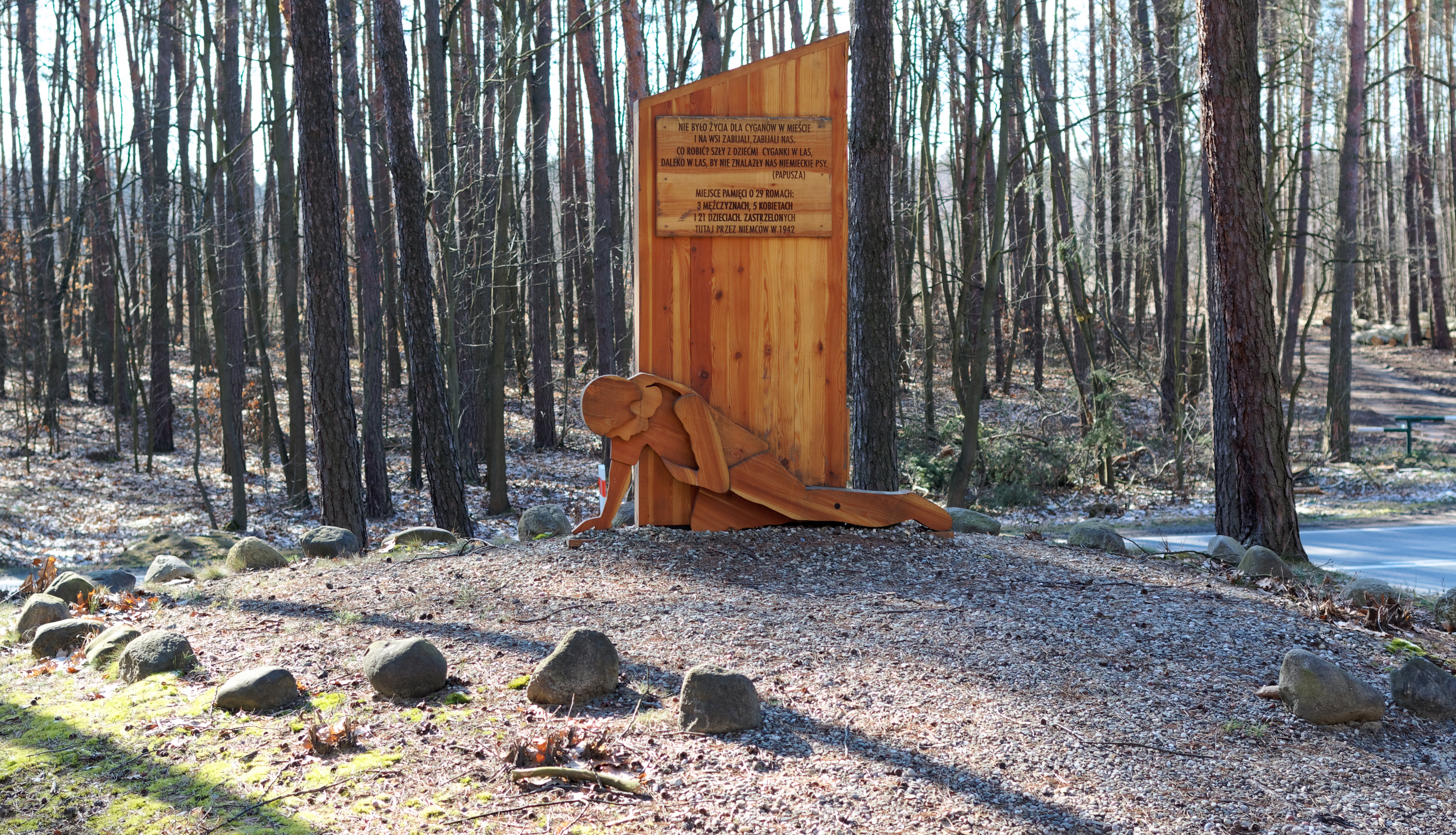
Denkmal für die Opfer des Porajmos in Borzęcin

2004 beschloss die Werchowna Rada (das Parlament der Ukraine) die Einführung eines Holocaust-Gedenktags für die Roma. 2009 schlugen auch der Nationalkongress der serbischen Roma (Romski Nacionalni Savet) sowie die International Roma Union einen solchen Gedenktag vor. 2011 führte das polnische Parlament den Gedenktag unter dem Namen Dzień Pamięci o Zagładzie Romów i Sinti ein. Auch Kroatien, Tschechien, Litauen und die Slowakei gedenken am 2. August des Genozids an den Roma. Am 15. April 2015 regte das Europäische Parlament an, am 2. August einen europaweiten Gedenktag für die Roma einzuführen. Weitere Initiativen zum Gedenktag kommen vom Europarat.

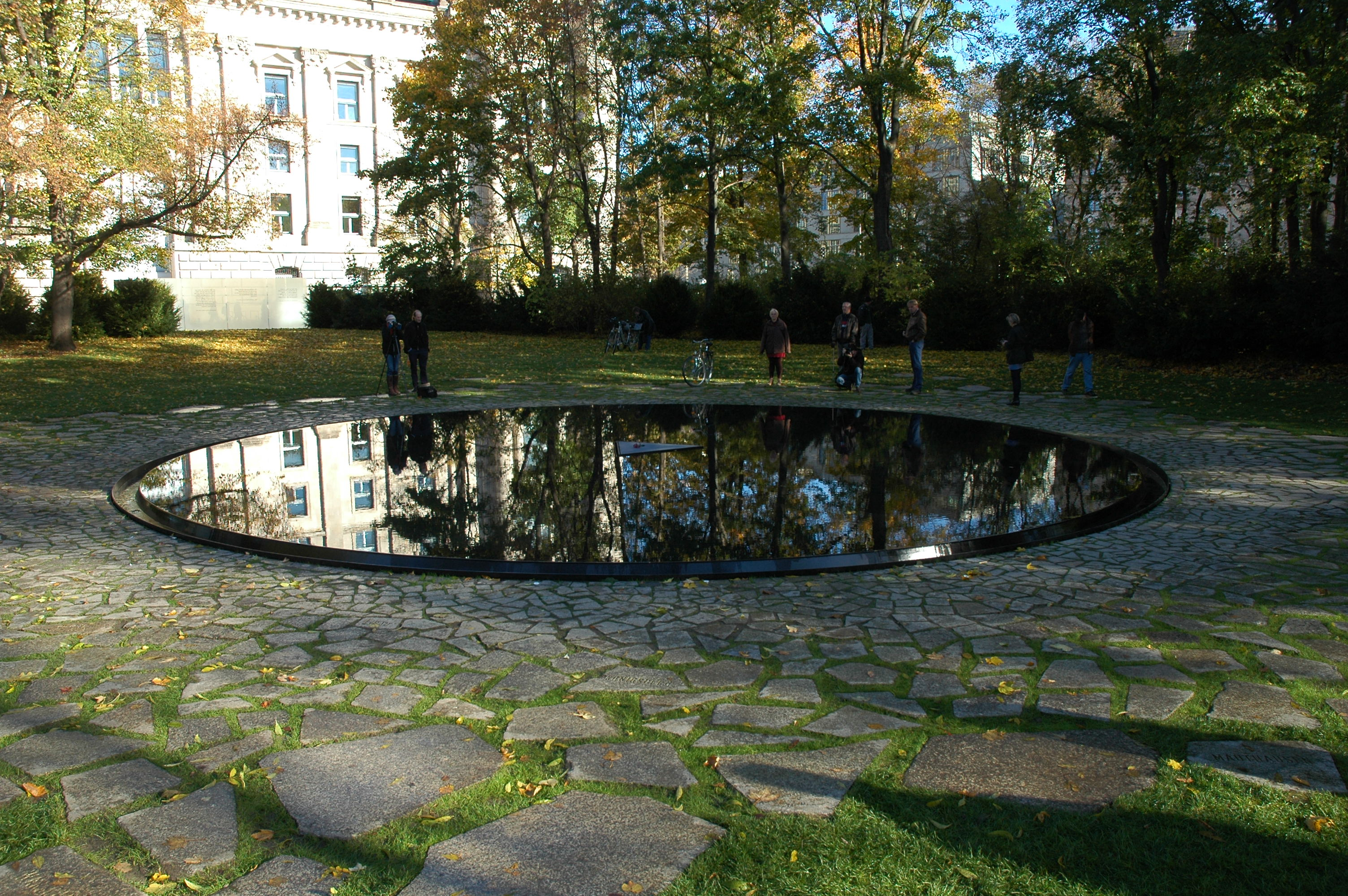
Denkmal für die im Nationalsozialismus ermordeten Sinti und Roma Europas in Berlin

## Weitere Gedenktage
In Finnland, Deutschland, Irland, Italien, Lettland, Portugal, Slowenien, Spanien und Schweden wird des Genozids an den Roma am 27. Januar, dem Internationalen Tag des Gedenkens an die Opfer des Holocaust, gedacht. In Tschechien gibt es neben dem 2. August drei weitere Gedenktage, den 7. März, den 13. Mai und den 21. August. In Lettland wird der Roma am 27. Januar, am 8. April und am 8. Mai gedacht.
In Serbien gilt der 16. Dezember als Roma-Gedenktag, was auf Himmlers Befehl 1942 zur systematischen Deportation der Roma verweist.

## Belege
1. ↑  Home (en). Abgerufen am 8. Februar 2021 (deutsch).
2. ↑  Entschließung des Europäischen Parlaments vom 15. April 2015 zum Internationalen Roma-Tag – Antiziganismus in Europa und Anerkennung durch die EU des Tags des Gedenkens an den Völkermord an den Roma während des Zweiten Weltkriegs. Europäisches Parlament, 31. Juli 2020, abgerufen am 1. August 2020 (deutsch).
3. ↑  Andrej Kotljarchuk: The Nazi Massacre of Roma in Babi Yar in Soviet and Ukrainian Historical Culture. In: Baltic Worlds. Centre for Baltic and East European Studies, Södertörn University, 28. Mai 2015, abgerufen am 2. August 2020 (englisch).
4. 1 2  Milovan Pisarri: The Suffering of the Roma in Serbia during the Holocaust. Forum for Applied History, Belgrad 2014, S. 5 (cpi.rs [PDF; abgerufen am 2. August 2020]).
5. ↑  OSCE/ODIHR. Europarat, abgerufen am 2. August 2020 (englisch).
6. 1 2  International Roma Day – anti-Gypsyism in Europe and EU recognition of the memorial day of the Roma genocide during WW II. (PDF) Europäisches Parlament, abgerufen am 2. August 2020 (englisch).
7. ↑  24. Internationaler Roma-Tag – Antiziganismus in Europa und Anerkennung des Völkermords an den Roma im Zweiten Weltkrieg durch Begehen des Gedenktags in der EU. Europäisches Parlament, abgerufen am 2. August 2020.
8. ↑  2 August European Roma Holocaust Memorial Day. Europarat, abgerufen am 2. August 2020 (englisch).
9. ↑  Teaching about and Commemorating the Roma and Sinti Genocide: Practices within the OSCE Area. (PDF) OSCE, abgerufen am 2. August 2020 (englisch).